# 吳修帆
吳修帆（1981年12月30日—），排灣族人，是台灣的棒球選手，曾效力於中華職棒中信鯨隊，守備位置為三壘手。

## 經歷
- 台南市立人國小少棒隊
- 台南市大成國中青少棒隊
- 高雄縣高旗工家青棒隊
- 高雄市立志中學青棒隊
- 台灣電力棒球隊（2003年）
- 中華職棒中信鯨隊（2005年～2007年）
- 高雄市大眾鯨棒球隊總教練（2008年）
- 台南縣永康市叢林音樂餐廳負責人（2008年）
- 高雄市大眾鯨壘球隊教練（2009年～）
- 台中市威達超舜棒球隊（2009年～2010年）
- 高雄市野馬棒球隊總教練（2014年～）

## 職棒生涯成績
| 年度   | 球隊   | 出賽 | 打數 | 安打 | 全壘打 | 打點 | 盜壘 | 四死 | 三振 | 壘打數 | 雙殺打 | 打擊率 |
| ------ | ------ | ---- | ---- | ---- | ------ | ---- | ---- | ---- | ---- | ------ | ------ | ------ |
| 2005年 | 中信鯨 | 40   | 30   | 6    | 1      | 1    | 2    | 4    | 8    | 10     | 0      | 0.200  |
| 2006年 | 中信鯨 | 23   | 38   | 6    | 0      | 1    | 0    | 1    | 10   | 6      | 1      | 0.158  |
| 2007年 | 中信鯨 | 3    | 3    | 0    | 0      | 1    | 0    | 0    | 1    | 0      | 0      | 0.000  |
| 合計   | 3年    | 66   | 71   | 12   | 1      | 3    | 2    | 5    | 19   | 16     | 1      | 0.169  |

## 特殊事蹟
- 2005年3月19日，中職初登場在新莊棒球場出戰誠泰COBRAS隊的比賽中上場代打，1打席獲得保送，並跑回1分。
- 2005年5月22日，在台南棒球場對戰統一獅隊，於九局上擊出內野安打為生涯首安，卻在跑壘時不小心超過前位跑者陳健偉，遭到二壘審蘇建文判出局[1]。
- 2005年7月15日，出戰La New熊隊，面對戴龍水擊出陽春全壘打，為中職生涯首轟與首分打點。

## 外部連結
- 吳修帆在台灣棒球維基館上的頁面（繁體中文）
- 吳修帆在中華職棒
- 吳修帆在Baseball-Reference.com（小聯盟以及海外聯盟）（英语）